# Tour de France 2018/1. Etappe
Die 1. Etappe der Tour de France 2018 fand am 7. Juli 2018 statt. Die Flachetappe führte über 201 Kilometer von Noirmoutier-en-l’Île nach Fontenay-le-Comte.
Tagessieger wurde im Sprint des Vorderfeldes der Tour-de-France-Debütant Fernando Gaviria (Quick-Step Floors), der auf der ansteigenden Zielgeraden Peter Sagan (Bora-hansgrohe) und Marcel Kittel (Team Katusha Alpecin) auf die Plätze verwies.
Gaviria übernahm damit das Gelbe Trikot und die Führung in der Punkte- und Nachwuchswertung. Trotzdem fuhr am Tag darauf Marcel Kittel in grün, da Gaviria (Gelbes Trikot) und Sagan (Regenbogentrikot des Weltmeisters) jeweils nur ein Wertungstrikot tragen können. Infolge mehrerer Stürze und Defekte verloren mehrere Favoriten, unter anderem der Vorjahressieger Chris Froome, Richie Porte und Adam Yates 51 Sekunden sowie Nairo Quintana 1:15 Minuten.
Zuvor war eine dreiköpfige Spitzengruppe, die sich unmittelbar nach dem Start bildete, eingeholt worden. Aus dieser Spitzengruppe gewann Jérôme Cousin den Zwischensprint für die Punktewertung, Kévin Ledanois die einzige Bergwertung – wodurch er das Gepunktete Trikot eroberte – und wiederum Cousin den Bonussprint 13,5 Kilometer vor dem Ziel. Der dritte Ausreißer Yoann Offredo wurde mit der Roten Rückennummer ausgezeichnet.
Lawson Craddock stürzte in der Verpflegungszone und fuhr die restlichen 97 Kilometer sowie die gesamte weitere Tour trotz einer Schulterfraktur ins Ziel.